# Campo de críquet de Ormeau
El Campo de críquet de Ormeau (en inglés: Ormeau Cricket Ground) fue un campo de críquet en Belfast, Irlanda del Norte en el Reino Unido. El primer partido registrado en el espacio fue en 1867, cuando el equipo del Norte jugó con un All-England Eleven en una lucha que no era de «primera clase». En 1926, el campo recibió su primer partido de primera clase entre Irlanda y Gales. Ocho otros partidos de primera clase se jugaron en el estadio, el último de las cuales tuvo lugar en 1999 entre Irlanda y Escocia. 